# Mycetia anlongensis
Mycetia anlongensis är en måreväxtart som beskrevs av Hsien Shui Lo. Mycetia anlongensis ingår i släktet Mycetia och familjen måreväxter.

## Underarter
Arten delas in i följande underarter:
- M. a. anlongensis
- M. a. multiciliata